# Kreuzgiebel

Bezeichnungen am Dach: Ein größerer Kreuzgiebel mit Lukarne vorne, und ein kleinerer abgewalmter Ansatz hinten

Als Kreuzgiebel oder Kreuzfirst wird das rechtwinklige Aufeinanderstoßen von zwei Dachfirsten bezeichnet, firstgleich als Anfallspunkt, im weiteren Sinne auch für andere angesetzte Dachflächen.  Verwendet wird die Bezeichnung sowohl für +-förmig beidseitigen (Zwerchgiebel, Quergiebel) wie auch T-förmig einseitigen Ansatz (Giebeldreieck). 
Durch den Kreuzgiebel ergeben sich immer rechtwinklig zueinander stehende Giebelwände, an einem Baukörper in Form einer Lukarne, oder in Form zweier Trakte oder Flügel, daher spricht man nur bei Satteldächern von Kreuzgiebel.
Die Dachausmittlung mit Kreuzgiebel ist eine gute Bauform für freistehende Häuser wie auch Eckhäuser im städtischen Bereich (giebelständig an zwei Straßen).
An Kirchen (dann Kreuzkirche genannt) oder auch Repräsentationsbauten wird der Kreuzgiebel gerne mit einem Dachreiter überhöht, hier sind die Grenzen zum Vierungsturm fließend. Auch ein Schluss zur Kuppel ist möglich.
An quadratischen Grundrissen führt der Kreuzgiebel auch zu zwei (oder mehr) aneinandergrenzenden Giebelfassaden ohne Traufe (was auch die Dachrinne erspart, aber starke Fallrohre erfordert).

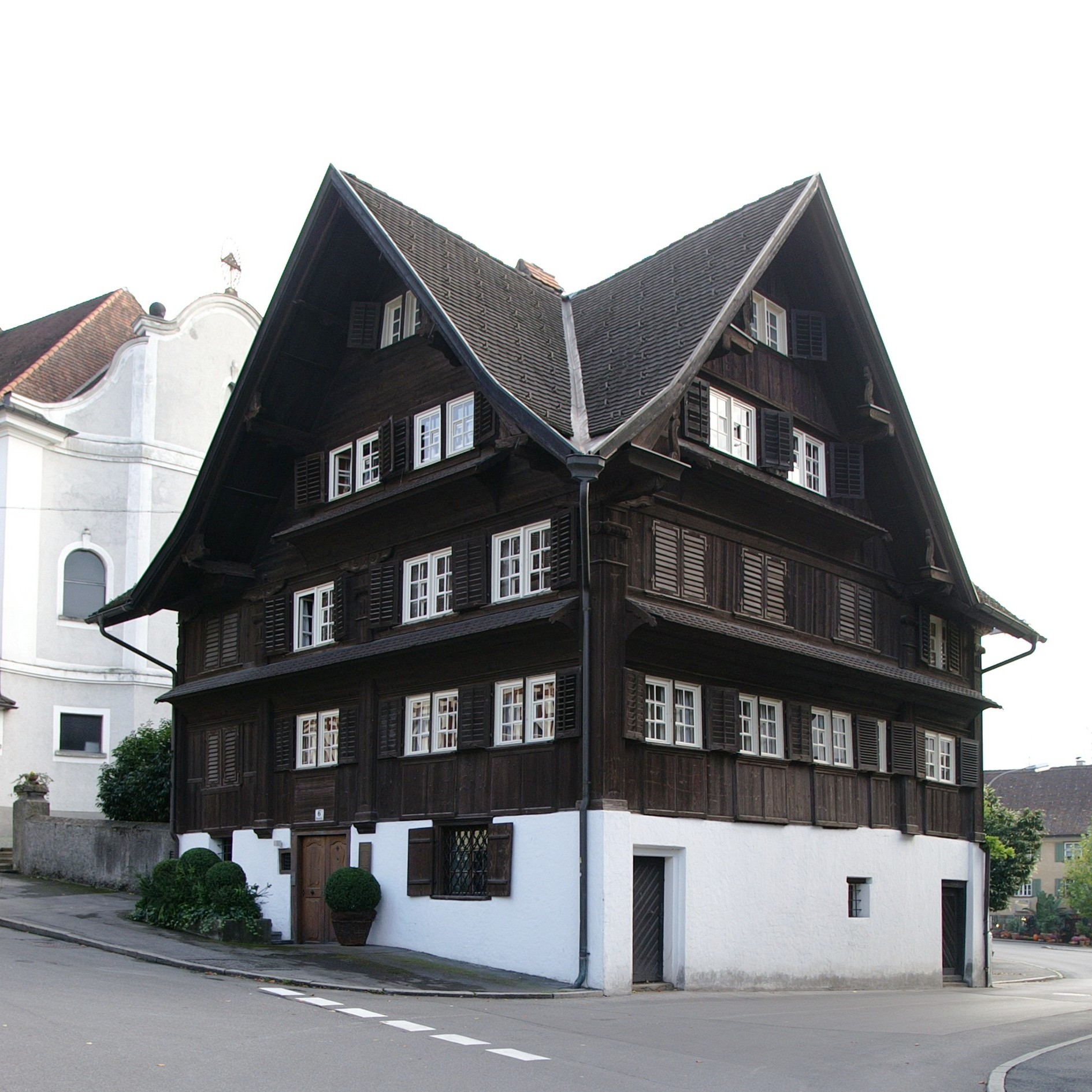
Kreuzgiebel bei quadratischem Grundriss (Oberdorf von Dornbirn, Vorarlberg)
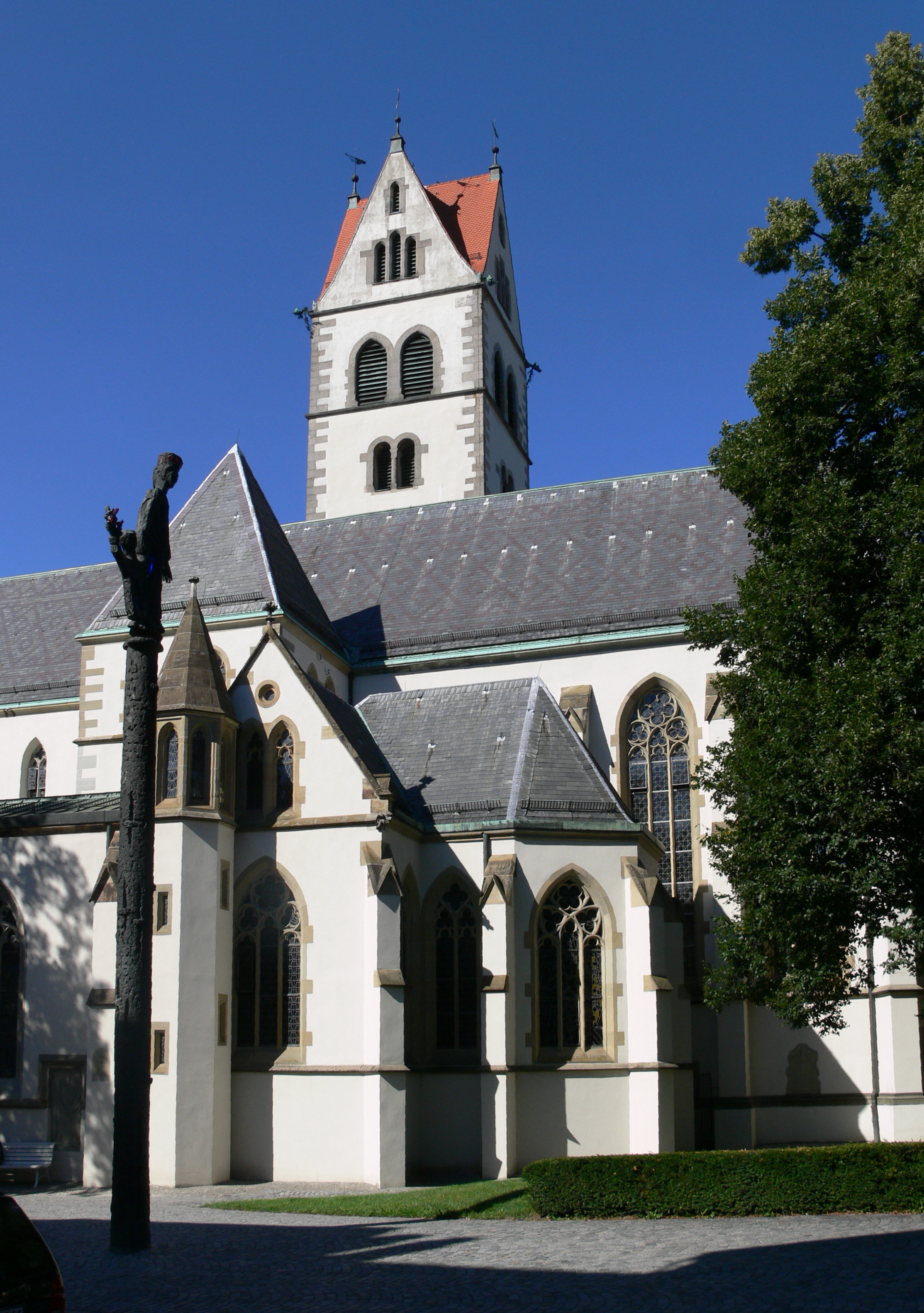
Kreuzgiebel am Turm (Liebfrauenkirche Ravensburg)
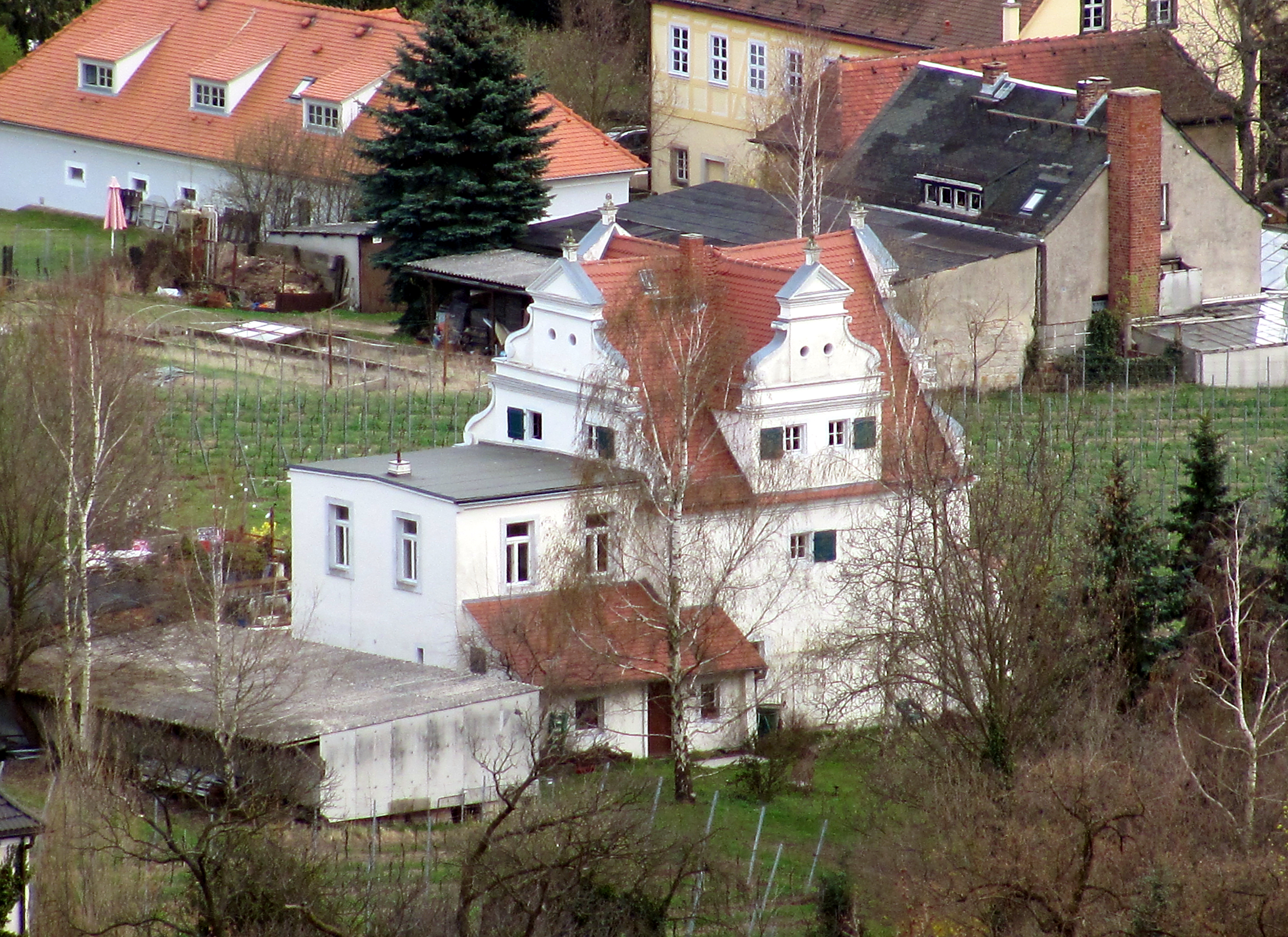
Kreuzgiebel mit Zwerchhäusern (Bennoschlösschen, Sachsen)
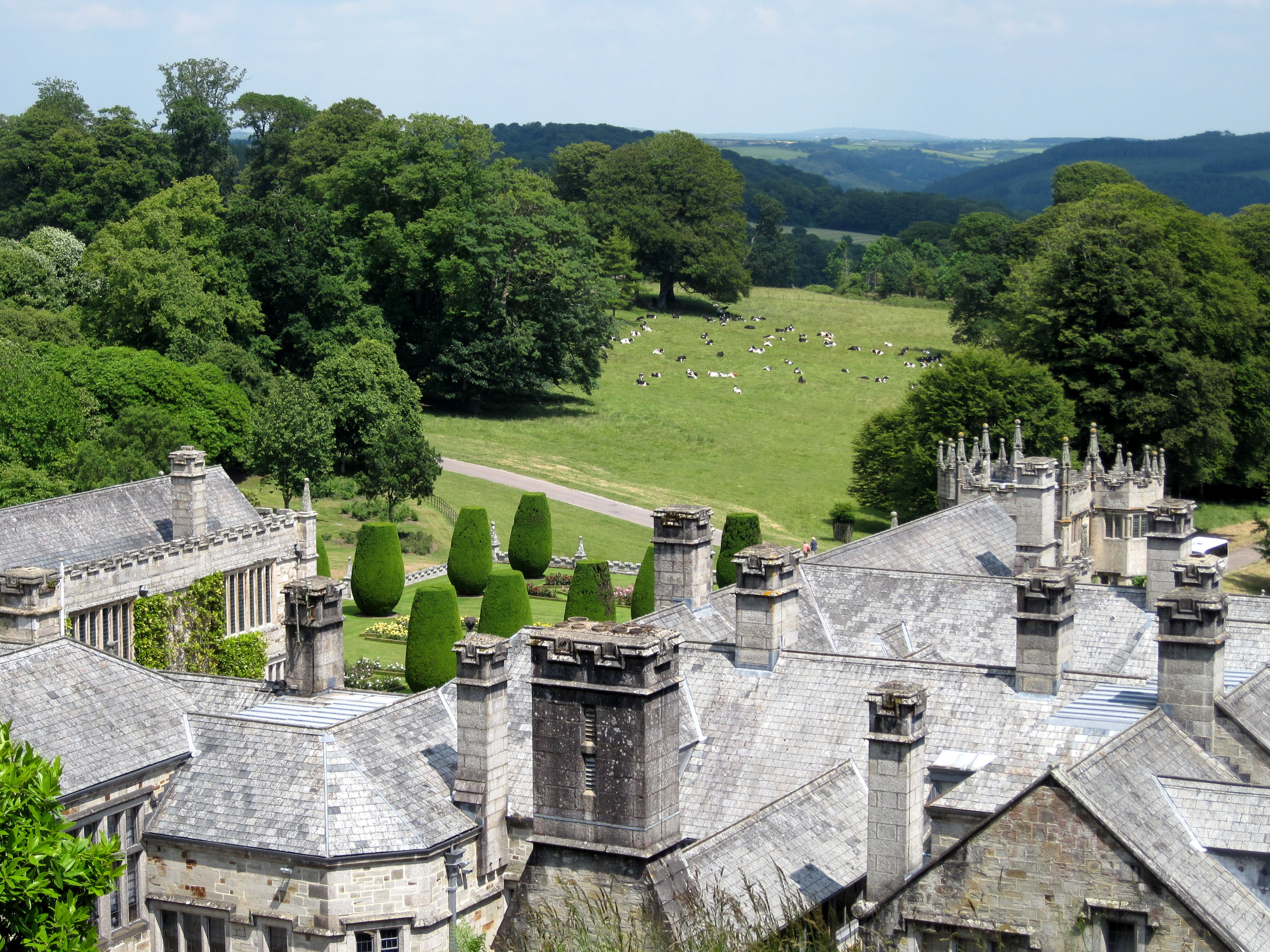
Dachlandschaft mit etlichen Kreuzgiebeln (Lanhydrock House, Cornwall)
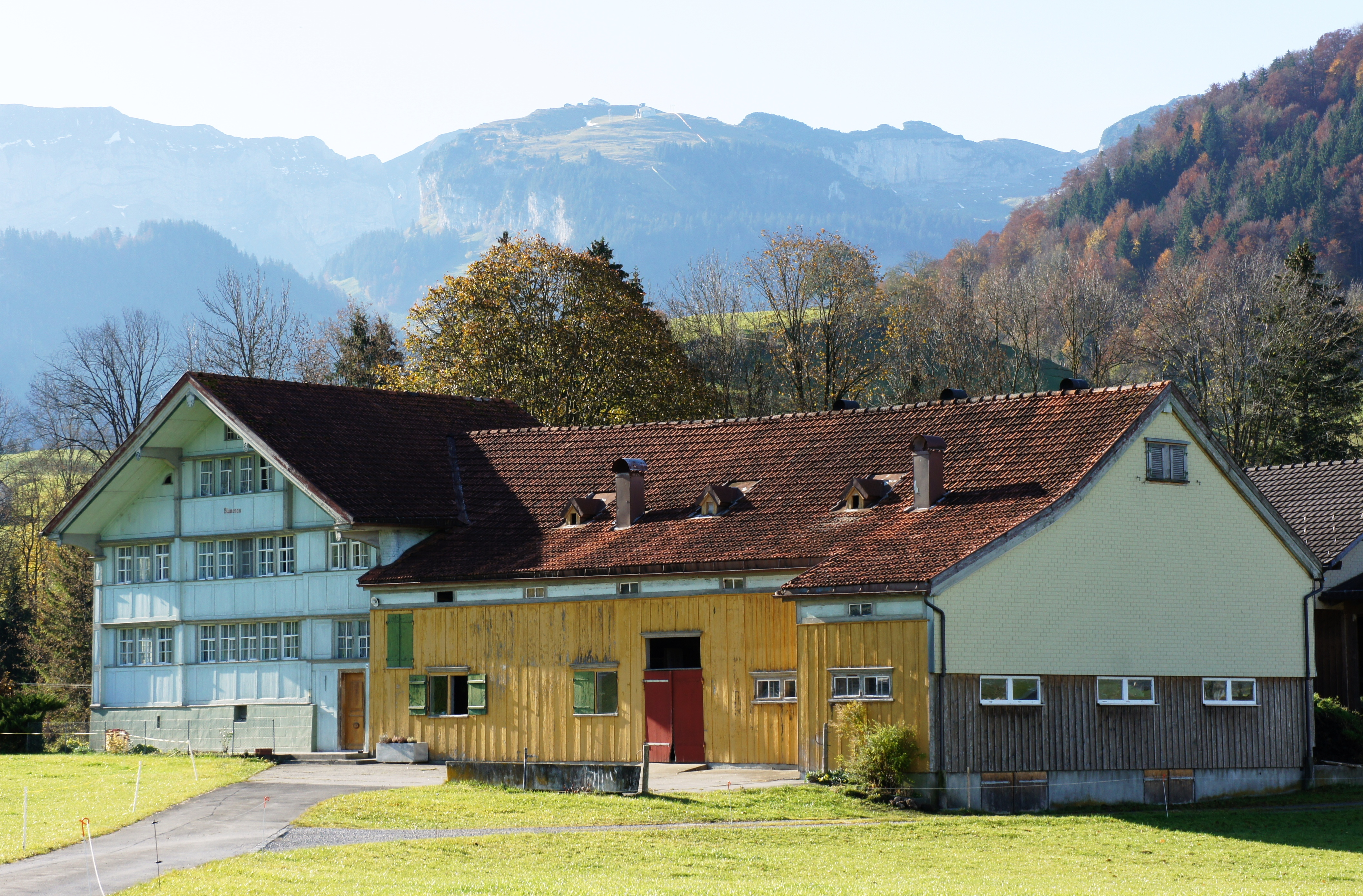
Appenzeller Kreuzgiebelhaus (Blumenau in Rüte, Appenzell Innerrhoden)